# Miejska Biblioteka Publiczna im. Zofii Nałkowskiej w Wołominie
Miejska Biblioteka Publiczna im. Zofii Nałkowskiej w Wołominie – powołana w 1949 roku na mocy dekretu z dnia 17 kwietnia 1946 roku o bibliotekach i opiece nad zbiorami bibliotecznymi (Dz.U. nr 26, poz. 163). Do 1978 roku mieściła się w budynku przy ul. Przyjacielskiej, po czym Urząd Miasta przyznał jej nowy lokal przy ul. Wileńskiej 23. Od 12 listopada 2009 roku mieści się na I i III piętrze wyremontowanego zabytkowego budynku dawnej szkoły „Jedynki” przy ulicy Wileńskiej 32, w centrum Wołomina.

## Filie
- Osiedle Niepodległości (ul. Kazimierza Wielkiego 1, Wołomin)
- Ossów (ul. Matarewicza 148, Ossów)
- Zagościniec (ul. 100-lecia 41, Zagościniec)

## Nadzór merytoryczny
Nadzór merytoryczny nad Miejską Biblioteką Publiczną w Wołominie sprawuje Biblioteka Publiczna m.st. Warszawy – Biblioteka Wojewódzka, z siedzibą przy ul. Koszykowej 26 w Warszawie.